# Pastorie Sint-Paulusparochie (Vollezele)

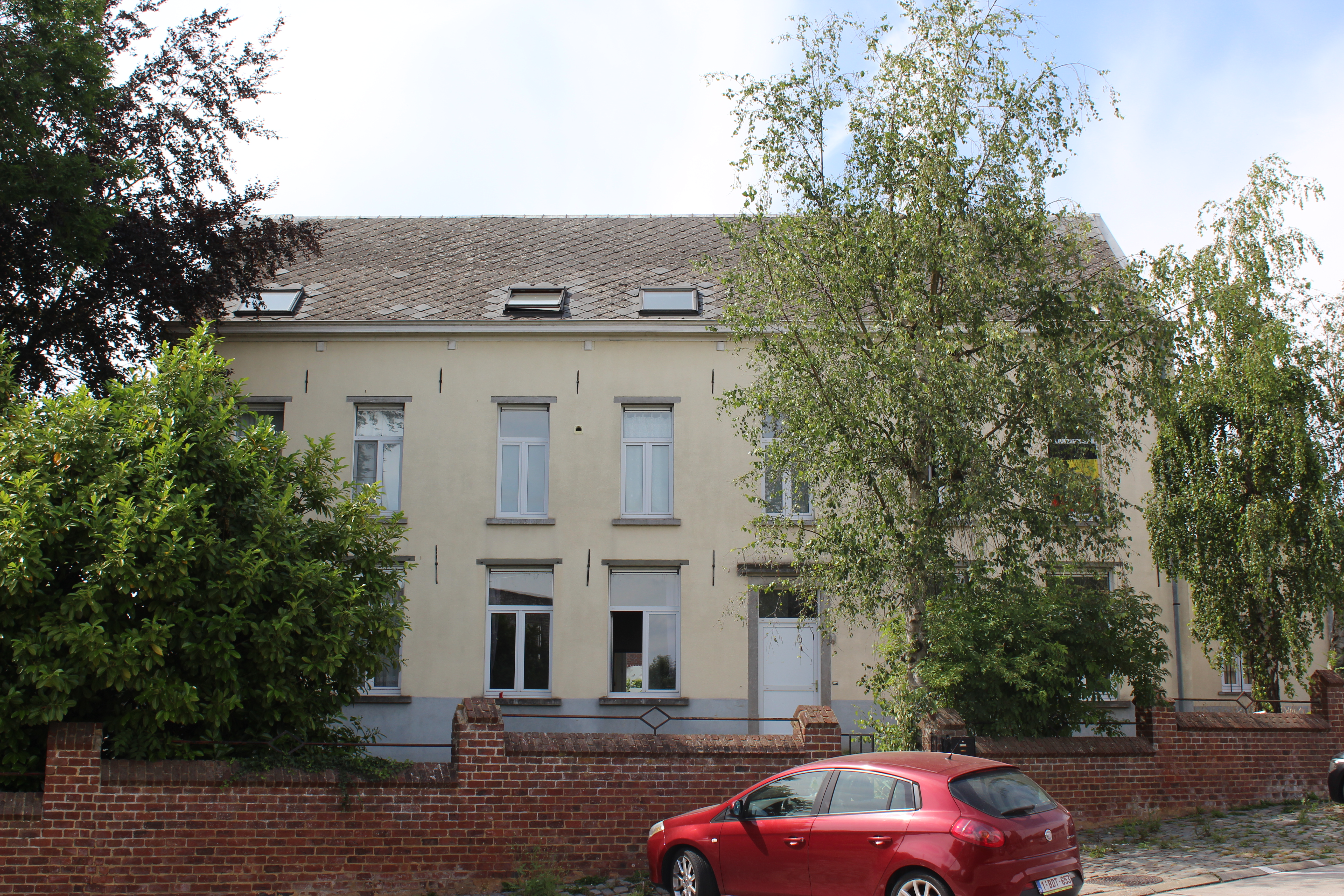
Pastorie Sint-Paulusparochie, Oudstrijdersplein 26, 1570 Vollezele

De Pastorie van de Sint-Paulusparochie in Vollezele is een voormalige pastorie die teruggaat tot zeker de 19e eeuw. De bouwdatum van het gebouw is nergens vermeld. Op de Ferrariskaart van 1777 vinden we het gebouw wel al terug met twee grote bijgebouwen. Wellicht was het vroeger een boerderij, omringd door een hofgracht. Vermoedelijk werd het eind 19e eeuw in gebruik genomen als pastorie.
In Vollezele stonden 2 pastorieën, het andere bevindt zich rechtover deze pastorie en rechts van de Sint-Pauluskerk. Ze werden echter niet gelijktijdig in gebruik genomen. Het pastoriegebouw rechts van de kerk dateert van voor de Franse Revolutie en werd in Vollezele het kanunnikenhuis of het abdissenhuis genoemd.

## Bouwgeschiedenis[3]
De oudste vermelding is de bouw van een verdieping in het jaar 1852. Dat was het jaar waarin onderpastoor Vander Velpen bij de toenmalige pastoor Jan Baptist Vanden Heuvel kwam inwonen in de pastorie. In 1883 werd een hoge muur gebouwd rond de pastorij.
In 1890 werd dat het noordelijk dak vervangen.  In 1913 werden de ramen en de vensterluiken vervangen, volgens een verslag van de kerkraad. Rond 1930 bezat de pastorie een druivenserre bovenop het dak van de keuken, maar deze werd later door pastoor Vandenbruel afgebroken. 
Bij verbredingswerken aan de Bakkerstraat werd de hoge muur die de pastorie van de straat afsloot afgebroken en vervangen door een lagere afsluiting in baksteen. 
In 1972 liet het toenmalige gemeentebestuur centrale verwarming installeren. 

## Inboedel[4]
Een inboedelbeschrijving uit 1975 vermeld twee schouwen in Lodewijk XV-stijl uit de 18e eeuw in grisaille. Ze stellen de Goede Herder en de Bamhartige Samaritaan voor. De schouwen vertonen schelpwerk en de schouwbladen zijn versierd met ruiten, waarin bloemen verwerkt werden. 
Er hangt ook een Christus aan het Kruis van rond 1600 in bukshout. 
De pastorie is niet publiek toegankelijk. 

## Herbestemming
In 1988 werd de pastorie herbestemd tot sociale woning. 

## Onroerend erfgoed
Het pastoriegebouw werd vastgesteld als waardevol erfgoed in 2009.